# Банін (національний парк)
Національний парк Банін — охоронювана територія в південній провінції Газа, Мозамбік. Парк засновано 26 червня 1973 року.
Парк займає 7,250 км² і містить внутрішні водно-болотні угіддя, які діють як важливе джерело води для посушливих земель, які їх оточують. Парк знаходиться в районі, де річна кількість опадів становить лише 430 мм. Понад 1% території парку займають водно-болотні угіддя. Крім того в парку налічується понад тисячу природних западин розміром від кількох квадратних метрів до сотень гектарів. Ці сезонні водойми можуть бути дуже солоними або прісними.

## Тваринний світ
У парку виявлено 18 видів риб. У національному парку Банін колись мешкали капський буйвіл, звичайний цесебе, конгоні, зебра Селуса та блакитна антилопа гну. Популяції багатьох із цих тварин були знищені під час громадянських війн 1980-х і початку 1990-х років. Проте в парку все ще живуть зникаючі білошиї журавлі та багато перелітних птахів. Результати повітряного обстеження в жовтні 2004 року показали, що в парку були здорові популяції страуса, куду, імпали, редунки, дуїкера, стенбока, дикобраза, бородавочника та орібі. Також в національному парку водяться такі хижаки, як леопарди, леви, сервали, плямисті гієни і навіть гепарди.

## Люди
У заповіднику є невелика кількість людей, які завдають шкоди навколишньому середовищу підсічно-вогневим вирощуванням кукурудзи, сорго, маніоки та цукрової тростини. Через посухи врожай часто пропадає, і люди повертаються до полювання та рибальства, що спричиняє навантаження на фауну. Уряд заохочує людей покинути парк, будуючи постійні джерела води за межами заповідника та надаючи стимули для переїзду. 

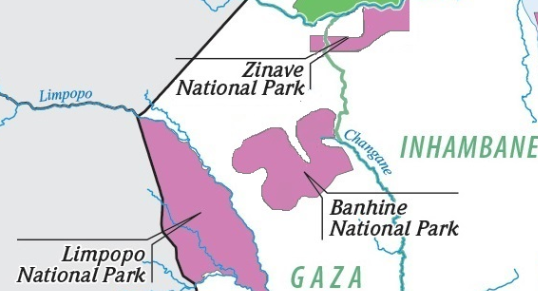
Національний парк Банін (межі після 2013 року)

Однак у 2013 році, визнаючи той факт, що занадто багато громад переселилися в парк, кордони парку були змінені, щоб полегшити управління територією як притулком для дикої природи.

## Плани

Схематична карта транскордонного парку Великого Лімпопо

Національні парки Банін, Зінаве та Лімпопо в Мозамбіку, Національний парк Гонарежу в Зімбабве та Національний парк Крюгера в Південній Африці є основою для Великого транскордонного парку Лімпопо. Загальна територія, що охороняється у майбутньому, перевищить 95,624 км².